# 毛萼莓
毛萼莓（学名：Rubus chroosepalus）为蔷薇科悬钩子属的植物。分布于越南以及中国大陆的江西、福建、云南、广西、广东、贵州、四川、陕西、湖北、湖南等地，生长于海拔300米至2,000米的地区，多生长在山坡灌丛中或林缘，目前尚未由人工引种栽培。